# Jacob Frey
Jacob Lawrence Frey (Oakton, Virginia, 23 de julio de 1981) es un político estadounidense actualmente alcalde de la ciudad de Mineápolis. Sirvió en el Ayuntamiento de Minneapolis desde 2013 hasta su elección como alcalde.

## Primeros años
Frey creció en Oakton, Virginia, un suburbio de Washington D. C. y recibió una beca para asistir al College of William & Mary, de donde se graduó en 2004. Su familia es judía. Después de graduarse con un título en gobierno, Frey recibió un contrato de una compañía de zapatos para correr profesionalmente y compitió por el Equipo de EE. UU. En la maratón de los Juegos Panamericanos de 2007, terminando en cuarto lugar. Durante ese tiempo, obtuvo un título de J.D. de la Universidad de Villanova, graduándose cum laude en 2009.

## Carrera
Frey se mudó a Minneapolis en 2009 después de graduarse de la Facultad de Derecho de la Universidad de Villanova y se unió al bufete de abogados Faegre & Benson (ahora Faegre Baker Daniels) antes de pasar al bufete de abogados de Halunen & Associates.
Frey ha estado activo en la organización comunitaria desde que se mudó a Minneapolis. Después de que un tornado azotara el norte de Minneapolis en 2011, Frey brindó servicios legales a los inquilinos que perdieron sus hogares. En 2012, antes de postularse para un cargo electo, Frey fundó y organizó la primera Big Gay Race, una carrera benéfica de 5 km para recaudar fondos para Minnesotans United for All Families, un grupo político que se organiza para la igualdad en el matrimonio.

### Minneapolis City Council
Frey participó en la elección del Consejo de la Ciudad de Minneapolis de 2013 para representar al Barrio 3. Recibió el respaldo de los demócratas, los agricultores y los trabajadores, así como el respaldo de más de 40 funcionarios y organizaciones elegidos. La plataforma de Frey prometió mejores servicios constitutivos, para estimular el desarrollo residencial, aumentar el número y la variedad de negocios pequeños y locales, e impulsar la financiación total de viviendas asequibles y abordar el cambio climático. Derrotó a la titular Diane Hofstede con más del 60% de los votos y asumió el cargo el 2 de enero de 2014.

### Alcalde de Minneapolis
Frey anunció su candidatura a la alcaldía de Minneapolis el 3 de enero de 2017 y ganó las elecciones del 7 de noviembre. Asumió el cargo el 2 de enero de 2018.
Frey es el segundo alcalde judío de Minneapolis, y el segundo más joven después de Al Hofstede, que tenía 34 años cuando fue elegido alcalde en 1973. Hizo campaña en una plataforma para aumentar el apoyo a viviendas asequibles y mejorar las relaciones entre la policía y la comunidad.
El 27 de mayo de 2020, Frey respaldó el despido de cuatro policías involucrados en la muerte de un hombre negro desarmado, George Floyd, diciendo: «Ser negro en Estados Unidos no debería ser una sentencia de muerte. Durante cinco minutos vimos como un policía blanco presionó su rodilla en el cuello de un hombre negro. Durante cinco minutos. Cuando escuchas a alguien pidiendo ayuda, se supone que debes ayudar». Al día siguiente, Frey pidió que se presentaran cargos penales contra Derek Chauvin, el oficial que presionó su rodilla en el cuello de Floyd.

## Vida personal
Jacob Frey se casó con su primera esposa, Michelle Lilienthal, en 2010. Se divorciaron a principios de 2014.
Frey conoció a su segunda esposa, Sarah Clarke, a través de la organización comunitaria en Minneapolis. La pareja se casó en julio de 2016. Clarke es cabildera de Hylden Advocacy & Law, donde representa a varias organizaciones empresariales, sin fines de lucro y comunitarias en la legislatura de Minnesota y las agencias de la rama ejecutiva. En marzo de 2020, la pareja anunció que esperaba su primer hijo en septiembre. El 16 de septiembre de 2020 a las 5:22 pm, nació la primera hija de la pareja, Frida Jade Frey. En una declaración conjunta, tanto Frey como Clarke expresaron su alegría por el hecho de que Frida nació poco antes de la festividad del año nuevo judío de Rosh Hashaná, declarando: "Para nosotros, su nacimiento que conduce a Rosh Hashaná simboliza nuevos comienzos y esperanza en medio de los duros días". El día después del nacimiento de Frida, Frey comenzó a tomar una breve licencia de la oficina normal del alcalde, pero continuaría ocupándose de las tareas diarias de alcalde.
Frey es un judío reformista y asiste a dos sinagogas reformistas en Minneapolis, Temple Israel y Shir Tikvah, junto con su esposa, quien recientemente se convirtió al judaísmo.